# Mostek (Křižovatka)
Mostek (německy Bruck) je zaniklá vesnice na území obce Křižovatka, v k. ú. Mostek u Křižovatky v okrese Cheb v Karlovarském kraji. Vesnice ležela 4,5 kilometrů severovýchodně od Křižovatky, dva kilometry severně od Mihostova. Roku 1960 bylo území vesnice připojeno k obci Křižovatka. Úředně byla vesnice zrušena v roce 1973.
Mostek (Mostek u Křižovatky) je také název katastrálního území o rozloze 1,82 km².

## Historie
První písemná zmínka o vesnici pochází z roku 1260, kdy je zmiňována v listině fojta Heinricha z Plavna, kterou daruje desátky waldsassenskému klášteru. V roce 1424 jsou ve vsi zmiňovány tři velké statky, dva půlstatky a jedno malé hospodářství. Vlastnická práva byla rozdělena mezi chebské klarisky a město Cheb. K Mostku také patřila samota Stobitzhof se dvěma statky, které přešly v roce 1850 pod Milhostov. Vlastnická práva v Mostku byla rozdělena mezi chebské klarisky a město Cheb. V roce 1850 se Mostek stal osadou obce Nová Ves, farností spadala pod kostel v Kopanině, do školy chodily děti od roku 1797 do školy v Milhostově. Mostek se stal známým díky houslaři Johannu Adamu Poplovi jako místo počátků houslařství na Chebsku. Jeho viola vyrobená v Mostku roku 1664 je dnes vystavena v muzeu v Norimberku a patří k nejstarším nástrojům z Chebska. Houslařské řemeslo bylo v Mostku provozováno po celé 18. století, jak dokazují signatury dochovaných hudebních nástrojů.
Po druhé světové válce postihl vesnici odsun německého obyvatelstva a po válce došlo jen k částečnému dosídlení. Po nuceném vysídlení německých obyvatel bylo určeno k osídlení pouze šest statků. Čtyři z nich však zůstávaly neosídleny. Obyvatelé Mostku pracovali v relativně dobře hospodařícím družstvu v Nové Vsi. Toto družstvo bylo donuceno se spojit v roce 1960 s hůře pracujícím družstvem v Křižovatce. V tomto roce byla Nová Ves spolu s Mostkem přičleněna ke Křižovatce. To znamenalo pro vesnici Mostek její zánik. Poslední stojící statky se postupně v rukou nových hospodářů proměnily v ruiny a byly srovnány se zemí a v roce 1973 byla vesnice Mostek zrušena. Na místě bývalé vesnice se nachází můstek, stará úvozová cesta a nevyužívaný pramen s minerální vodou.

## Obyvatelstvo
Při sčítání lidu v roce 1921 zde žilo 77 obyvatel, z nichž bylo 76 německé národnosti a jeden cizozemec. K římskokatolické církvi se hlásilo všech 77 obyvatel.
| Rok            | 1869 | 1880 | 1890 | 1900 | 1910 | 1921 | 1930 | 1950 | 1961 | 1970 | 1980 | 1991 | 2001 | 2011 |
| -------------- | ---- | ---- | ---- | ---- | ---- | ---- | ---- | ---- | ---- | ---- | ---- | ---- | ---- | ---- |
| Počet obyvatel | 101  | 104  | 86   | 88   | 75   | 77   | 78   | 18   | —    | —    | —    | —    | —    | —    |
| Počet domů     | 14   | 15   | 15   | 13   | 13   | 13   | 13   | 10   | —    | —    | —    | —    | —    | —    |

## Přírodní poměry
Území zaniklé vesnice se nachází v Chebské pánvi v údolí horního toku říčky Plesná. V nivě říčky Plesné byla v roce 2017 vyhlášena národní přírodní památka Bublák a niva Plesné. V Mostku je zachycen přírodní vývěr minerálky. Až do roku 1959 byl pramen zachycen v dřevěném sudu, v roce 1959 bylo staré jímání nahrazeno betonovou skruží. V minulosti byl pramen sporadicky využíván pro pitné účely.